# Ora o mai più (seconda edizione)
La seconda edizione di Ora o mai più è andata in onda in prima serata su Rai 1 dal 19 gennaio al 2 marzo 2019 con la conduzione di Amadeus per sei puntate. Il vincitore è stato Paolo Vallesi; seguono al secondo posto Jessica Morlacchi e al terzo Silvia Salemi.

## Cast
| Concorrente       | Maestro           | Classifica           |
| ----------------- | ----------------- | -------------------- |
| Paolo Vallesi     | Ornella Vanoni    | Vincitore            |
| Jessica Morlacchi | Red Canzian       | Seconda classificata |
| Silvia Salemi     | Marcella Bella    | Terza classificata   |
| Barbara Cola      | Orietta Berti     | Quarta classificata  |
| Davide De Marinis | Fausto Leali      | Quinto classificato  |
| Annalisa Minetti  | Toto Cutugno      | Sesta classificata   |
| Michele Pecora    | Ricchi e Poveri   | Settimo classificato |
| Donatella Milani  | Donatella Rettore | Ottava classificata  |

## Dettaglio delle puntate
Legenda:

N/D Il Maestro non vota il suo allievo

M Voti ottenuti dai Maestri

M1 Voti ottenuti dai Maestri nella prima manche

M2 Voti ottenuti dai Maestri nella seconda manche

T Voti ottenuti dal Televoto 

M+T Somma dei voti dei Maestri e del Televoto

# Classifica di puntata

     Vincitore di puntata

     Vincitore

### Prima puntata
Data: 19 gennaio 2019
Prima manche: i cantanti concorrenti si presentano al pubblico riproponendo il loro più grande successo, ancora non accompagnati dai maestri a loro abbinati.
| Ordine d'uscita | Concorrente       | Cavallo di battaglia |
| --------------- | ----------------- | -------------------- |
| 1               | Paolo Vallesi     | La forza della vita  |
| 2               | Jessica Morlacchi | www.mipiacitu        |
| 3               | Silvia Salemi     | A casa di Luca       |
| 4               | Annalisa Minetti  | Senza te o con te    |
| 5               | Michele Pecora    | Era lei              |
| 6               | Barbara Cola      | In amore             |
| 7               | Donatella Milani  | Volevo dirti         |
| 8               | Davide De Marinis | Troppo bella         |

Seconda manche: i cantanti eseguono un duetto assieme ai maestri a loro abbinati
| Ordine d'uscita | Concorrente       | Maestro           | Duetto con maestro            | Voto Maestri    | Voto Maestri   | Voto Maestri | Voto Maestri   | Voto Maestri | Voto Maestri  | Voto Maestri | Voto Maestri      | Classifica | Classifica |
| Ordine d'uscita | Concorrente       | Maestro           | Duetto con maestro            | Ricchi e Poveri | Marcella Bella | Toto Cutugno | Ornella Vanoni | Red Canzian  | Orietta Berti | Fausto Leali | Donatella Rettore | M          | #          |
| --------------- | ----------------- | ----------------- | ----------------------------- | --------------- | -------------- | ------------ | -------------- | ------------ | ------------- | ------------ | ----------------- | ---------- | ---------- |
| 1               | Michele Pecora    | Ricchi e Poveri   | La prima cosa bella           | N.D.            | 8              | 9            | 7              | 7            | 7             | 6            | 8                 | 52         | 6          |
| 2               | Jessica Morlacchi | Red Canzian       | Chi fermerà la musica         | 8               | 8              | 8            | 9              | N.D.         | 8             | 7            | 6                 | 54         | 5          |
| 3               | Barbara Cola      | Orietta Berti     | Quando l'amore diventa poesia | 8               | 8              | 5            | 8              | 8            | N.D.          | 9            | 5                 | 51         | 7          |
| 4               | Paolo Vallesi     | Ornella Vanoni    | La musica è finita            | 8               | 9              | 10           | N.D.           | 8            | 8             | 8            | 5                 | 56         | 4          |
| 5               | Donatella Milani  | Donatella Rettore | Kobra                         | 6               | 6              | 6            | 6              | 6            | 6             | 6            | N.D.              | 42         | 8          |
| 6               | Annalisa Minetti  | Toto Cutugno      | Gli amori                     | 10              | 8              | N.D.         | 8              | 8            | 8             | 9            | 10                | 61         | 2          |
| 7               | Silvia Salemi     | Marcella Bella    | Nell'aria                     | 8               | N.D.           | 10           | 9              | 9            | 8             | 9            | 10                | 63         | 1          |
| 8               | Davide De Marinis | Fausto Leali      | Io amo                        | 9               | 8              | 10           | 9              | 8            | 8             | N.D.         | 9                 | 61         | 2          |

### Seconda puntata
Data: 26 gennaio 2019
Prima manche: i cantanti eseguono un duetto assieme ai maestri a loro abbinati
| Ordine d'uscita | Concorrente       | Maestro           | Duetto con maestro             | Voto Maestri    | Voto Maestri   | Voto Maestri | Voto Maestri   | Voto Maestri | Voto Maestri  | Voto Maestri | Voto Maestri      | Voto Maestri |
| Ordine d'uscita | Concorrente       | Maestro           | Duetto con maestro             | Ricchi e Poveri | Marcella Bella | Toto Cutugno | Ornella Vanoni | Red Canzian  | Orietta Berti | Fausto Leali | Donatella Rettore | M1           |
| --------------- | ----------------- | ----------------- | ------------------------------ | --------------- | -------------- | ------------ | -------------- | ------------ | ------------- | ------------ | ----------------- | ------------ |
| 1               | Michele Pecora    | Ricchi e Poveri   | Che sarà                       | N.D.            | 7              | 10           | 6              | 7            | 7             | 7            | 6                 | 50           |
| 2               | Jessica Morlacchi | Red Canzian       | Noi due nel mondo e nell'anima | 7               | 8              | 10           | 9              | N.D.         | 9             | 9            | 10                | 62           |
| 3               | Barbara Cola      | Orietta Berti     | Il nostro concerto             | 9               | 8              | 10           | 8              | 8            | N.D.          | 9            | 7                 | 59           |
| 4               | Paolo Vallesi     | Ornella Vanoni    | Domani è un altro giorno       | 8               | 8              | 10           | N.D.           | 8            | 8             | 9            | 10                | 61           |
| 5               | Donatella Milani  | Donatella Rettore | Donatella                      | 9               | 9              | 10           | 9              | 7            | 6             | 6            | N.D.              | 55           |
| 6               | Annalisa Minetti  | Toto Cutugno      | Le mamme                       | 10              | 8              | N.D.         | 9              | 9            | 10            | 10           | 6                 | 62           |
| 7               | Silvia Salemi     | Marcella Bella    | Io domani                      | 10              | N.D.           | 10           | 9              | 9            | 8             | 9            | 10                | 65           |
| 8               | Davide De Marinis | Fausto Leali      | Mi manchi                      | 10              | 8              | 10           | 9              | 8            | 9             | N.D.         | 8                 | 62           |

Seconda manche: i cantanti eseguono un duetto assieme a ospiti a loro abbinati
| Ordine d'uscita | Concorrente       | Ospite           | Duetto con ospite       | Voto Maestri    | Voto Maestri   | Voto Maestri | Voto Maestri   | Voto Maestri | Voto Maestri  | Voto Maestri | Voto Maestri      | Voto Maestri | Classifica | Classifica |
| Ordine d'uscita | Concorrente       | Ospite           | Duetto con ospite       | Ricchi e Poveri | Marcella Bella | Toto Cutugno | Ornella Vanoni | Red Canzian  | Orietta Berti | Fausto Leali | Donatella Rettore | M2           | M1+M2      | #          |
| --------------- | ----------------- | ---------------- | ----------------------- | --------------- | -------------- | ------------ | -------------- | ------------ | ------------- | ------------ | ----------------- | ------------ | ---------- | ---------- |
| 1               | Paolo Vallesi     | Michele Zarrillo | Cinque giorni           | 9               | 8              | 8            | N.D.           | 8            | 8             | 9            | 10                | 60           | 121        | 3          |
| 2               | Annalisa Minetti  | Amedeo Minghi    | Vattene amore           | 8               | 7              | N.D.         | 6              | 7            | 8             | 8            | 6                 | 50           | 112        | 6          |
| 3               | Jessica Morlacchi | Fiordaliso       | Non voglio mica la luna | 9               | 7              | 10           | 9              | N.D.         | 9             | 9            | 10                | 63           | 125        | 1          |
| 4               | Barbara Cola      | Rita Pavone      | Questo nostro amore     | 10              | 8              | 10           | 8              | 9            | N.D.          | 9            | 5                 | 59           | 118        | 5          |
| 5               | Silvia Salemi     | Don Backy        | L'immensità             | 10              | N.D.           | 10           | 8              | 8            | 8             | 9            | 7                 | 60           | 125        | 1          |
| 6               | Donatella Milani  | Scialpi          | Rocking Rolling         | 8               | 6              | 10           | 6              | 7            | 7             | 8            | N.D.              | 52           | 107        | 7          |
| 7               | Michele Pecora    | Marco Ferradini  | Teorema                 | N.D.            | 8              | 10           | 8              | 8            | 8             | 8            | 6                 | 56           | 106        | 8          |
| 8               | Davide De Marinis | I Camaleonti     | Eternità                | 8               | 7              | 10           | 7              | 8            | 8             | N.D.         | 9                 | 57           | 119        | 4          |

### Terza puntata
Data: 2 febbraio 2019
Prima manche: i cantanti eseguono un duetto assieme ai maestri a loro abbinati
| Ordine d'uscita | Concorrente       | Maestro           | Duetto con maestro | Voto Maestri    | Voto Maestri   | Voto Maestri | Voto Maestri   | Voto Maestri | Voto Maestri  | Voto Maestri | Voto Maestri      | Voto Maestri |
| Ordine d'uscita | Concorrente       | Maestro           | Duetto con maestro | Ricchi e Poveri | Marcella Bella | Toto Cutugno | Ornella Vanoni | Red Canzian  | Orietta Berti | Fausto Leali | Donatella Rettore | M1           |
| --------------- | ----------------- | ----------------- | ------------------ | --------------- | -------------- | ------------ | -------------- | ------------ | ------------- | ------------ | ----------------- | ------------ |
| 1               | Annalisa Minetti  | Toto Cutugno      | Solo noi           | 8               | 8              | N.D.         | 7              | 7            | 7             | 10           | 8                 | 55           |
| 2               | Donatella Milani  | Donatella Rettore | Lamette            | 7               | 7              | 6            | 6              | 6            | 6             | 7            | N.D.              | 45           |
| 3               | Barbara Cola      | Orietta Berti     | Tu sei quello      | 9               | 8              | 10           | 9              | 8            | N.D.          | 10           | 6                 | 60           |
| 4               | Silvia Salemi     | Marcella Bella    | Nessuno mai        | 9               | N.D.           | 10           | 9              | 9            | 7             | 9            | 9                 | 62           |
| 5               | Paolo Vallesi     | Ornella Vanoni    | Una ragione di più | 10              | 9              | 10           | N.D.           | 9            | 9             | 9            | 10                | 66           |
| 6               | Davide De Marinis | Fausto Leali      | Io camminerò       | 7               | 8              | 10           | 9              | 8            | 8             | N.D.         | 7                 | 57           |
| 7               | Jessica Morlacchi | Red Canzian       | Uomini soli        | 10              | 9              | 10           | 10             | N.D.         | 9             | 10           | 7                 | 65           |
| 8               | Michele Pecora    | Ricchi e Poveri   | Mamma Maria        | N.D.            | 8              | 10           | 7              | 7            | 7             | 8            | 5                 | 52           |

Seconda manche: i cantanti eseguono un duetto assieme a ospiti a loro abbinati
| Ordine d'uscita | Concorrente       | Ospite           | Duetto con ospite     | Voto Maestri    | Voto Maestri   | Voto Maestri | Voto Maestri   | Voto Maestri | Voto Maestri  | Voto Maestri | Voto Maestri      | Voto Maestri | Classifica | Classifica |
| Ordine d'uscita | Concorrente       | Ospite           | Duetto con ospite     | Ricchi e Poveri | Marcella Bella | Toto Cutugno | Ornella Vanoni | Red Canzian  | Orietta Berti | Fausto Leali | Donatella Rettore | M2           | M1+M2      | #          |
| --------------- | ----------------- | ---------------- | --------------------- | --------------- | -------------- | ------------ | -------------- | ------------ | ------------- | ------------ | ----------------- | ------------ | ---------- | ---------- |
| 1               | Davide De Marinis | Amedeo Minghi    | 1950                  | 8               | 7              | 10           | 8              | 8            | 8             | N.D.         | 8                 | 57           | 114        | 4          |
| 2               | Barbara Cola      | Ivana Spagna     | Gente come noi        | 8               | 8              | 8            | 7              | 8            | N.D.          | 9            | 6                 | 54           | 114        | 4          |
| 3               | Jessica Morlacchi | Marco Masini     | T'innamorerai         | 9               | 7              | 10           | 9              | N.D.         | 9             | 9            | 10                | 63           | 128        | 1          |
| 4               | Paolo Vallesi     | Enrico Ruggeri   | Il mare d'inverno     | 8               | 8              | 8            | N.D.           | 7            | 8             | 8            | 8                 | 55           | 121        | 3          |
| 5               | Silvia Salemi     | Michele Zarrillo | La notte dei pensieri | 9               | N.D.           | 10           | 8              | 7            | 8             | 8            | 10                | 60           | 122        | 2          |
| 6               | Donatella Milani  | Enrico Ruggeri   | Mistero               | 8               | 7              | 10           | 7              | 7            | 7             | 7            | N.D.              | 53           | 98         | 8          |
| 7               | Michele Pecora    | Marco Masini     | L'uomo volante        | N.D.            | 8              | 8            | 8              | 7            | 8             | 8            | 7                 | 54           | 106        | 7          |
| 8               | Annalisa Minetti  | Ivana Spagna     | Il cerchio della vita | 10              | 8              | N.D.         | 7              | 7            | 8             | 9            | 10                | 59           | 114        | 4          |

### Quarta puntata
Data: 16 febbraio 2019
Prima manche: i cantanti eseguono un duetto assieme a ospiti a loro abbinati
| Ordine d'uscita | Concorrente       | Ospite         | Duetto con ospite              | Voto Maestri    | Voto Maestri   | Voto Maestri | Voto Maestri   | Voto Maestri | Voto Maestri  | Voto Maestri | Voto Maestri      | Voto Maestri |
| Ordine d'uscita | Concorrente       | Ospite         | Duetto con ospite              | Ricchi e Poveri | Marcella Bella | Toto Cutugno | Ornella Vanoni | Red Canzian  | Orietta Berti | Fausto Leali | Donatella Rettore | M1           |
| --------------- | ----------------- | -------------- | ------------------------------ | --------------- | -------------- | ------------ | -------------- | ------------ | ------------- | ------------ | ----------------- | ------------ |
| 1               | Annalisa Minetti  | Patty Pravo    | Pensiero stupendo              | 9               | 8              | N.D.         | 7              | 7            | 8             | 9            | 9                 | 57           |
| 2               | Jessica Morlacchi | Gigi D'Alessio | Un nuovo bacio                 | 10              | 8              | 9            | 9              | N.D.         | 9             | 10           | 9                 | 62           |
| 3               | Donatella Milani  | Patty Pravo    | La bambola                     | 7               | 7              | 7            | 7              | 7            | 7             | 6            | N.D.              | 48           |
| 4               | Paolo Vallesi     | Gigi D'Alessio | Non dirgli mai                 | 10              | 9              | 10           | N.D.           | 9            | 9             | 10           | 10                | 67           |
| 5               | Silvia Salemi     | Patty Pravo    | ...e dimmi che non vuoi morire | 8               | N.D.           | 5            | 8              | 8            | 8             | 9            | 9                 | 55           |
| 6               | Davide De Marinis | Gigi D'Alessio | Non mollare mai                | 9               | 8              | 10           | 7              | 7            | 8             | N.D.         | 10                | 59           |
| 7               | Michele Pecora    | Patty Pravo    | Il paradiso                    | N.D.            | 6              | 7            | 7              | 7            | 8             | 8            | 6                 | 49           |
| 8               | Barbara Cola      | Gigi D'Alessio | Quanti amori                   | 8               | 8              | 8            | 8              | 8            | N.D.          | 8            | 7                 | 55           |

Seconda manche: i cantanti eseguono un duetto assieme ai maestri a loro abbinati
| Ordine d'uscita | Concorrente       | Maestro         | Duetto con maestro     | Voto Maestri    | Voto Maestri   | Voto Maestri | Voto Maestri   | Voto Maestri | Voto Maestri  | Voto Maestri | Voto Maestri      | Voto Maestri | Classifica | Classifica |
| Ordine d'uscita | Concorrente       | Maestro         | Duetto con maestro     | Ricchi e Poveri | Marcella Bella | Toto Cutugno | Ornella Vanoni | Red Canzian  | Orietta Berti | Fausto Leali | Donatella Rettore | M2           | M1+M2      | #          |
| --------------- | ----------------- | --------------- | ---------------------- | --------------- | -------------- | ------------ | -------------- | ------------ | ------------- | ------------ | ----------------- | ------------ | ---------- | ---------- |
| 1               | Donatella Milani  |                 | Io ho te               | 7               | 6              | 5            | 6              | 6            | 7             | 5            | N.D.              | 42           | 90         | 8          |
| 2               | Paolo Vallesi     | Ornella Vanoni  | Senza fine             | 8               | 8              | 8            | N.D.           | 8            | 10            | 8            | 9                 | 59           | 126        | 2          |
| 3               | Annalisa Minetti  | Toto Cutugno    | Emozioni               | 9               | 8              | N.D.         | 8              | 8            | 9             | 9            | 10                | 61           | 118        | 4          |
| 4               | Michele Pecora    | Ricchi e Poveri | Se m'innamoro          | N.D.            | 8              | 9            | 8              | 8            | 8             | 7            | 7                 | 55           | 104        | 7          |
| 5               | Silvia Salemi     | Marcella Bella  | L'ultima poesia        | 10              | N.D.           | 9            | 8              | 8            | 8             | 10           | 10                | 63           | 118        | 4          |
| 6               | Barbara Cola      | Orietta Berti   | Io ti darò di più      | 8               | 8              | 10           | 10             | 10           | N.D.          | 9            | 7                 | 62           | 117        | 6          |
| 7               | Jessica Morlacchi | Red Canzian     | La donna del mio amico | 10              | 8              | 10           | 10             | N.D.         | 10            | 10           | 9                 | 67           | 129        | 1          |
| 8               | Davide De Marinis | Fausto Leali    | Un'ora fa              | 9               | 9              | 10           | 8              | 9            | 9             | N.D.         | 8                 | 62           | 121        | 3          |

### Quinta puntata
Data: 23 febbraio 2019
Prima manche: i cantanti eseguono un duetto assieme ai maestri a loro abbinati.
| Ordine d'uscita | Concorrente       | Maestro         | Duetto con ospite          | Voto Maestri    | Voto Maestri   | Voto Maestri | Voto Maestri   | Voto Maestri | Voto Maestri  | Voto Maestri | Voto Maestri      | Voto Maestri |
| Ordine d'uscita | Concorrente       | Maestro         | Duetto con ospite          | Ricchi e Poveri | Marcella Bella | Toto Cutugno | Ornella Vanoni | Red Canzian  | Orietta Berti | Fausto Leali | Donatella Rettore | M1           |
| --------------- | ----------------- | --------------- | -------------------------- | --------------- | -------------- | ------------ | -------------- | ------------ | ------------- | ------------ | ----------------- | ------------ |
| 1               | Annalisa Minetti  | Toto Cutugno    | Figli                      | 10              | 8              | N.D.         | 8              | 8            | 9             | 10           | 10                | 63           |
| 2               | Barbara Cola      | Orietta Berti   | La voce del silenzio       | 10              | 9              | 8            | 9              | 9            | N.D.          | 10           | 9                 | 64           |
| 3               | Donatella Milani  |                 | Splendido splendente       | 7               | 5              | 5            | 5              | 5            | 6             | 8            | N.D.              | 41           |
| 4               | Michele Pecora    | Ricchi e Poveri | Sarà perché ti amo         | N.D.            | 8              | 6            | 7              | 7            | 8             | 7            | 6                 | 49           |
| 5               | Silvia Salemi     | Marcella Bella  | Senza un briciolo di testa | 10              | N.D.           | 9            | 8              | 8            | 8             | 9            | 10                | 62           |
| 6               | Davide De Marinis | Fausto Leali    | Angeli negri               | 8               | 8              | 10           | 9              | 9            | 9             | N.D.         | 9                 | 62           |
| 7               | Jessica Morlacchi | Red Canzian     | Stare senza di te          | 9               | 7              | 9            | 9              | N.D.         | 9             | 10           | 10                | 63           |
| 8               | Paolo Vallesi     | Ornella Vanoni  | Eternità                   | 9               | 8              | 8            | N.D.           | 8            | 10            | 9            | 7                 | 59           |

Seconda manche: i cantanti eseguono confronti tra di loro sullo stesso brano.
| Ordine d'uscita | Concorrente       | Duettante         | Duetto                  | Voto Maestri    | Voto Maestri   | Voto Maestri | Voto Maestri   | Voto Maestri | Voto Maestri  | Voto Maestri | Voto Maestri      | Voto Maestri | Classifica | Classifica |
| Ordine d'uscita | Concorrente       | Duettante         | Duetto                  | Ricchi e Poveri | Marcella Bella | Toto Cutugno | Ornella Vanoni | Red Canzian  | Orietta Berti | Fausto Leali | Donatella Rettore | M2           | M1+M2      | #          |
| --------------- | ----------------- | ----------------- | ----------------------- | --------------- | -------------- | ------------ | -------------- | ------------ | ------------- | ------------ | ----------------- | ------------ | ---------- | ---------- |
| 1               | Annalisa Minetti  | Silvia Salemi     | Almeno tu nell'universo | 10              | 10             | 10           | 9              | 8            | 9             | 8            | 8                 | 72           | 135        | 3          |
| 1               | Silvia Salemi     | Annalisa Minetti  | Almeno tu nell'universo | 10              | 10             | 10           | 9              | 8            | 9             | 9            | 8                 | 73           | 135        | 3          |
| 2               | Barbara Cola      | Jessica Morlacchi | Come saprei             | 10              | 8              | 10           | 10             | 10           | 10            | 10           | 10                | 78           | 142        | 1          |
| 2               | Jessica Morlacchi | Barbara Cola      | Come saprei             | 10              | 8              | 10           | 10             | 10           | 10            | 10           | 10                | 78           | 141        | 2          |
| 3               | Davide De Marinis | Donatella Milani  | Ma che freddo fa        | 8               | 7              | 10           | 8              | 8            | 8             | 8            | 6                 | 63           | 125        | 5          |
| 3               | Donatella Milani  | Davide De Marinis | Ma che freddo fa        | 8               | 7              | 10           | 6              | 6            | 6             | 7            | 5                 | 55           | 96         | 8          |
| 4               | Michele Pecora    | Paolo Vallesi     | Una carezza in un pugno | 8               | 8              | 10           | 6              | 7            | 9             | 7            | 9                 | 64           | 113        | 7          |
| 4               | Paolo Vallesi     | Michele Pecora    | Una carezza in un pugno | 8               | 7              | 8            | 8              | 8            | 9             | 8            | 10                | 66           | 125        | 5          |

### Sesta puntata
Data: 2 marzo 2019
Prima manche: i cantanti eseguono un duetto assieme ai maestri a loro abbinati.
| Ordine d'uscita | Concorrente       | Maestro         | Duetto con maestro       | Voto Maestri    | Voto Maestri   | Voto Maestri | Voto Maestri   | Voto Maestri | Voto Maestri  | Voto Maestri | Voto Maestri      | Voto Maestri |
| Ordine d'uscita | Concorrente       | Maestro         | Duetto con maestro       | Ricchi e Poveri | Marcella Bella | Toto Cutugno | Ornella Vanoni | Red Canzian  | Orietta Berti | Fausto Leali | Donatella Rettore | M1           |
| --------------- | ----------------- | --------------- | ------------------------ | --------------- | -------------- | ------------ | -------------- | ------------ | ------------- | ------------ | ----------------- | ------------ |
| 1               | Donatella Milani  |                 | Su di noi                | 8               | 8              | 9            | 7              | 7            | 7             | 7            | N.D.              | 53           |
| 2               | Annalisa Minetti  | Toto Cutugno    | L'italiano               | 9               | 9              | N.D.         | 8              | 8            | 9             | 10           | 10                | 63           |
| 3               | Silvia Salemi     | Marcella Bella  | Non si può morire dentro | 9               | N.D.           | 10           | 9              | 9            | 9             | 10           | 10                | 66           |
| 4               | Davide De Marinis | Fausto Leali    | A chi                    | 8               | 10             | 10           | 9              | 9            | 9             | N.D.         | 9                 | 64           |
| 5               | Barbara Cola      | Orietta Berti   | Via dei ciclamini        | 9               | 9              | 10           | 9              | 9            | N.D.          | 9            | 10                | 65           |
| 6               | Jessica Morlacchi | Red Canzian     | Cercando di te           | 10              | 9              | 10           | 9              | N.D.         | 10            | 10           | 8                 | 66           |
| 7               | Paolo Vallesi     | Ornella Vanoni  | Ti lascio una canzone    | 8               | 10             | 8            | N.D.           | 9            | 9             | 9            | 10                | 63           |
| 8               | Michele Pecora    | Ricchi e Poveri | Come vorrei              | N.D.            | 9              | 10           | 9              | 9            | 9             | 9            | 9                 | 64           |

Seconda manche: i cantanti eseguono il loro brano inedito.
| Ordine d'uscita | Concorrente       | Brano inedito           | Voto Maestri    | Voto Maestri   | Voto Maestri | Voto Maestri   | Voto Maestri | Voto Maestri  | Voto Maestri | Voto Maestri      | Voto Maestri | Classifica | Classifica |
| Ordine d'uscita | Concorrente       | Brano inedito           | Ricchi e Poveri | Marcella Bella | Toto Cutugno | Ornella Vanoni | Red Canzian  | Orietta Berti | Fausto Leali | Donatella Rettore | M2           | M1+M2      | #          |
| --------------- | ----------------- | ----------------------- | --------------- | -------------- | ------------ | -------------- | ------------ | ------------- | ------------ | ----------------- | ------------ | ---------- | ---------- |
| 1               | Jessica Morlacchi | Senza ali e senza cielo | 10              | 9              | 10           | 8              | N.D.         | 10            | 9            | 9                 | 65           | 131        | 2          |
| 2               | Davide De Marinis | Naturale                | 10              | 10             | 10           | 9              | 8            | 9             | N.D.         | 10                | 66           | 130        | 3          |
| 3               | Donatella Milani  | Non gridare             | 8               | 8              | 10           | 8              | 8            | 8             | 8            | N.D.              | 58           | 111        | 8          |
| 4               | Paolo Vallesi     | Ritrovarsi ancora       | 8               | 9              | 8            | N.D.           | 8            | 9             | 9            | 10                | 61           | 124        | 6          |
| 5               | Silvia Salemi     | Era digitale            | 10              | N.D.           | 10           | 8              | 8            | 9             | 9            | 10                | 64           | 130        | 3          |
| 6               | Annalisa Minetti  | Più in alto             | 9               | 8              | N.D.         | 7              | 7            | 9             | 8            | 8                 | 56           | 119        | 7          |
| 7               | Barbara Cola      | A quando l'amore?       | 9               | 8              | 10           | 8              | 8            | N.D.          | 8            | 9                 | 60           | 125        | 5          |
| 8               | Michele Pecora    | I poeti                 | N.D.            | 10             | 10           | 10             | 9            | 9             | 10           | 10                | 68           | 132        | 1          |

## Classifica generale
| Concorrente       | Maestro           | Puntata 1 | Puntata 1 | Puntata 1 | Puntata 1 | Puntata 2 | Puntata 2 | Puntata 2 | Puntata 2 | Puntata 3 | Puntata 3 | Puntata 3 | Puntata 3 | Puntata 4 | Puntata 4 | Puntata 4 | Puntata 4 | Puntata 5 | Puntata 5 | Puntata 5 | Puntata 5 | Puntata 6 | Puntata 6 | Puntata 6 | Puntata 6 | Totale | Classifica |
| Concorrente       | Maestro           | M         | T         | M+T       | #         | M         | T         | M+T       | #         | M         | T         | M+T       | #         | M         | T         | M+T       | #         | M         | T         | M+T       | #         | M         | T         | M+T       | #         | Totale | Classifica |
| ----------------- | ----------------- | --------- | --------- | --------- | --------- | --------- | --------- | --------- | --------- | --------- | --------- | --------- | --------- | --------- | --------- | --------- | --------- | --------- | --------- | --------- | --------- | --------- | --------- | --------- | --------- | ------ | ---------- |
| Paolo Vallesi     | Ornella Vanoni    | 5         | 10        | 15        | 1         | 6         | 10        | 16        | 2         | 6         | 10        | 16        | 1         | 8         | 10        | 18        | 1         | 4         | 10        | 14        | 1         | 3         | 10        | 13        | 2         | 92     | 1          |
| Jessica Morlacchi | Red Canzian       | 4         | 3         | 7         | 7         | 10        | 4         | 14        | 3         | 10        | 6         | 16        | 1         | 10        | 6         | 16        | 2         | 8         | 6         | 14        | 1         | 8         | 8         | 16        | 1         | 83     | 2          |
| Silvia Salemi     | Marcella Bella    | 10        | 4         | 14        | 2         | 10        | 8         | 18        | 1         | 8         | 8         | 16        | 1         | 5         | 8         | 13        | 3         | 6         | 4         | 10        | 5         | 6         | 5         | 11        | 4         | 82     | 3          |
| Barbara Cola      | Orietta Berti     | 2         | 8         | 10        | 4         | 4         | 6         | 10        | 4         | 5         | 5         | 10        | 4         | 3         | 5         | 8         | 4         | 10        | 2         | 12        | 3         | 4         | 1         | 5         | 7         | 55     | 4          |
| Davide De Marinis | Fausto Leali      | 8         | 2         | 10        | 4         | 5         | 5         | 10        | 4         | 5         | 4         | 9         | 5         | 6         | 1         | 7         | 6         | 4         | 3         | 7         | 7         | 6         | 4         | 10        | 5         | 53     | 5          |
| Annalisa Minetti  | Toto Cutugno      | 8         | 5         | 13        | 3         | 3         | 3         | 6         | 6         | 5         | 2         | 7         | 6         | 5         | 3         | 8         | 4         | 6         | 5         | 11        | 4         | 2         | 2         | 4         | 8         | 49     | 6          |
| Michele Pecora    | Ricchi e Poveri   | 3         | 6         | 9         | 6         | 1         | 2         | 3         | 7         | 2         | 3         | 5         | 7         | 2         | 2         | 4         | 8         | 2         | 1         | 3         | 8         | 10        | 3         | 13        | 2         | 37     | 7          |
| Donatella Milani  | Donatella Rettore | 1         | 1         | 2         | 8         | 2         | 1         | 3         | 7         | 1         | 1         | 2         | 8         | 1         | 4         | 5         | 7         | 1         | 8         | 9         | 6         | 1         | 6         | 7         | 6         | 28     | 8          |

### Punti dei maestri e del televoto
| Concorrente       | Maestro           | Voto maestri | Voto televoto |
| ----------------- | ----------------- | ------------ | ------------- |
| Paolo Vallesi     | Ornella Vanoni    | 32           | 60            |
| Jessica Morlacchi | Red Canzian       | 50           | 33            |
| Silvia Salemi     | Marcella Bella    | 45           | 37            |
| Barbara Cola      | Orietta Berti     | 28           | 27            |
| Davide De Marinis | Fausto Leali      | 34           | 19            |
| Annalisa Minetti  | Toto Cutugno      | 29           | 20            |
| Michele Pecora    | Ricchi e Poveri   | 20           | 17            |
| Donatella Milani  | Donatella Rettore | 7            | 21            |

### Voto dei maestri
| Concorrente       | Maestro           | Voto maestri    | Voto maestri   | Voto maestri | Voto maestri   | Voto maestri | Voto maestri  | Voto maestri | Voto maestri      | Voto maestri |
| Concorrente       | Maestro           | Ricchi e Poveri | Marcella Bella | Toto Cutugno | Ornella Vanoni | Red Canzian  | Orietta Berti | Fausto Leali | Donatella Rettore | M            |
| ----------------- | ----------------- | --------------- | -------------- | ------------ | -------------- | ------------ | ------------- | ------------ | ----------------- | ------------ |
| Jessica Morlacchi | Red Canzian       | 102             | 88             | 106          | 101            | 10           | 102           | 103          | 96                | 708          |
| Silvia Salemi     | Marcella Bella    | 103             | 10             | 103          | 93             | 91           | 90            | 100          | 103               | 693          |
| Paolo Vallesi     | Ornella Vanoni    | 94              | 93             | 96           | 8              | 90           | 97            | 96           | 99                | 673          |
| Davide De Marinis | Fausto Leali      | 94              | 90             | 110          | 92             | 90           | 93            | 8            | 93                | 670          |
| Barbara Cola      | Orietta Berti     | 98              | 90             | 99           | 94             | 95           | 10            | 100          | 81                | 667          |
| Annalisa Minetti  | Toto Cutugno      | 102             | 90             | 10           | 84             | 84           | 94            | 100          | 95                | 659          |
| Michele Pecora    | Ricchi e Poveri   | 8               | 88             | 99           | 83             | 83           | 88            | 85           | 79                | 613          |
| Donatella Milani  | Donatella Rettore | 82              | 76             | 88           | 73             | 72           | 73            | 75           | 5                 | 544          |

## Ascolti
| Puntata | Messa in onda    | Telespettatori | Share |
| ------- | ---------------- | -------------- | ----- |
| 1       | 19 gennaio 2019  | 3 520 000      | 18,5% |
| 2       | 26 gennaio 2019  | 3 019 000      | 15,8% |
| 3       | 2 febbraio 2019  | 3 267 000      | 16,5% |
| 4       | 16 febbraio 2019 | 2 917 000      | 16,1% |
| 5       | 23 febbraio 2019 | 3 489 000      | 17,5% |
| 6       | 2 marzo 2019     | 3 424 000      | 19,5% |
| Media   | Media            | 3 272 000      | 17,3% |